# فوق السحاب
فوق السحاب هو سيتكوم مغربي من إنتاج قناة 2m ،وقد تم إطلاق بثه في اليوم الأول من رمضان 2018ميلادي، حيث كان يبث يوميا بعد الإفطار، ومتكون من 30 حلقة.

## تمثيل
- مريم الزعيمي
- بديعة الصنهاجي